# 圣洛尔
圣洛尔（法語：Saint-Laure，法語發音：[sɛ̃ loʁ]）是法国多姆山省的一个市镇，属于里永区。

## 地理
圣洛尔（45°54'6"N, 3°17'31"E）面积6.89 平方千米，位于法国奥弗涅-罗讷-阿尔卑斯大区多姆山省，该省份为法国中南部省份，北起阿列省接壤，东临卢瓦尔省，南至上盧瓦爾省和康塔爾省，西接科雷兹省和克勒兹省。
与圣洛尔接壤的市镇（或旧市镇、城区）包括：昂特赖格、若兹、马兰格、圣伊尼亚。

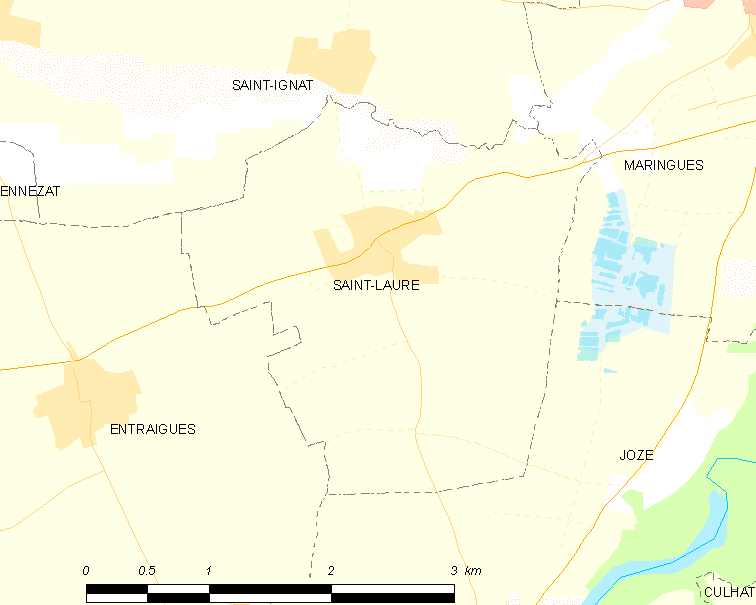
圣洛尔的OSM定位图

圣洛尔的时区为UTC+01:00、UTC+02:00（夏令时）。

## 行政
圣洛尔的邮政编码为63350，INSEE市镇编码为63372。

## 政治
圣洛尔所属的省级选区为艾格佩斯县。

## 人口

1962-2008年间圣洛尔人口变化图示

圣洛尔于2022年1月1日时的人口数量为694人。